# Partnerschafts- und Kooperationsabkommen
Partnerschafts- und Kooperationsabkommen (PKA) wurden zwischen der Europäischen Union (EU) und allen Staaten in Osteuropa und Zentralasien mit Ausnahme von Tadschikistan und Belarus vereinbart. Die größte Bedeutung haben dabei die Abkommen mit der Ukraine und Russland. Letzteres verlängert sich seit Ende 2007 automatisch um jeweils 12 Monate, wenn es nicht von einer der beiden Vertragsparteien gekündigt wird. Es wird seit Anfang 2008 – zum Teil mit Unterbrechungen wegen des Kaukasuskrieg 2008 – neu verhandelt.
Partnerschafts- und Kooperationsabkommen stellen für die EU das wichtigste Instrument zur Aufrechterhaltung der engen Beziehungen zu diesen Staaten dar, zumal diese Beziehungen in den letzten Jahren einen immer größeren Stellenwert gewonnen haben. Die Abkommen werden von Seiten der EU auch als wichtige Elemente im demokratischen Aufbauprozess der Partnerstaaten betrachtet.
Mit Regelungen in den Bereichen Bekämpfung organisierter Kriminalität, Handel, Migration, Verkehr, Ausbildung, Wissenschaft sollen die Abkommen den osteuropäischen Staaten die Teilnahme an bestimmten Vereinbarungen innerhalb der EU-Mitgliedsstaaten ermöglichen.
Ein besonderer Aspekt bei den regelmäßig stattfindenden Treffen in Kooperationsräten, -ausschüssen und Unterausschüssen ist der politische Dialog.